# Rodney King
Pour les articles homonymes, voir King.
Rodney King, né le 2 avril 1965 à Sacramento (Californie) et mort le 17 juin 2012 à Rialto (Californie), est un Afro-Américain, connu pour avoir été victime de violence policière le 3 mars 1991 par des policiers de Los Angeles au terme d'une course poursuite. Filmées par un vidéaste amateur, les images de son arrestation firent le tour du monde. Un an plus tard, l'acquittement des quatre policiers impliqués déclencha des émeutes sans précédent à Los Angeles.
Cette affaire entraîna d'importantes réformes au sein des forces de police, à Los Angeles et ailleurs aux États-Unis. Rodney King devint du jour au lendemain un symbole de la lutte contre les violences policières et contre la discrimination,.

## Biographie

### Jeunesse
Rodney King, fils de Ronald et Odessa King, est né à Sacramento. Il est élevé à Altadena dans l'État de Californie, avec ses trois frères et sa sœur. Son père, alcoolique et violent, meurt en 1984 à l'âge de 42 ans,. Le jeune Rodney King commence à boire alors qu'il est encore collégien, et s'enfonce dans la délinquance.
En novembre 1989, à l'âge de 24 ans, Rodney King braque un magasin à Monterey Park, Californie. Il menace le propriétaire avec une barre de fer, puis le frappe avec un bâton et vole 200 dollars. Il est arrêté dix jours plus tard et condamné à deux ans d'emprisonnement, dont il purge la moitié avant d'obtenir une libération conditionnelle.

### L'affaire Rodney King
Le 3 mars 1991, à Los Angeles, Rodney King est poursuivi par des policiers du Los Angeles Police Department (LAPD) à la suite d'un excès de vitesse. Il a deux passagers à bord et refuse de s'arrêter. Il a passé la soirée à boire avec ses amis en regardant un match de basket-ball. Au terme de la poursuite, à des vitesses allant d'après la police jusqu'à 190 km/h (117 mph) et sur environ 13 kilomètres, il stoppe son véhicule près de l'entrée du parc Hansen Dam, à l'intersection de la rue Osborne et du boulevard Foothill. En quelques secondes, trois voitures de police et un hélicoptère sont sur les lieux. Bryant « Pooh » Allen et Freddie Helms, les deux passagers, obtempèrent aux ordres des policiers et sortent du véhicule, ils sont emmenés à l'écart sans incident, mais King refuse de sortir. Une policière, Melanie Singer, pointe son arme sur lui et lui ordonne de sortir et de se mettre à plat-ventre, ce qu'il fait finalement. Quatre policiers tentent alors de le maîtriser mais King, un grand gaillard « musclé » d'1,91 m, est ivre et se débat au point qu'ils sont obligés de battre en retraite.
Le comportement anormal du suspect et son regard « vide » font penser aux officiers (à tort, comme l'indiquera l'enquête) qu'il est sous l'emprise de PCP, une drogue qui occulte la douleur et donne à celui qui est sous son influence l'impression d'avoir une force surhumaine.
Le sergent Stacey Koon utilise alors un taser, il tire une première fois sur King qui tombe à genoux avant de se relever. Koon tire alors une deuxième fois, ce qui jette Rodney King au sol. King se relève néanmoins et devant sa résistance, deux policiers (les officiers Laurence Powell et Timothy Wind) le rouent de coups, à l'aide de leurs bâtons. Le passage à tabac dure environ une minute vingt et est filmé de son balcon par George Holliday, un habitant du quartier, réveillé par le bruit et la lumière. King est frappé une cinquantaine de fois, dont une fois à la tête, alors qu'il essaie toujours de se relever. Une vingtaine d'autres policiers présents sur la scène n'interviennent pas.
Après 56 coups de bâton et six coups de pied, cinq ou six officiers maîtrisent King, le menottent et entravent ses bras et ses jambes à l'aide de cordes. Il est ensuite traîné à plat-ventre vers le côté de la route dans l'attente d'une ambulance. Les deux passagers sont relâchés et laissés libres.
À l'hôpital, Rodney King reçoit vingt points de suture dont cinq à l'intérieur de la bouche, l'examen médical montre qu'il a la mâchoire fracturée et la cheville droite cassée. Il est gardé sous les verrous pendant quatre jours, puis est relâché, un procureur ayant estimé qu'aucune charge ne peut être retenue contre lui.
La vidéo de George Holliday dure au total neuf minutes et vingt secondes ; elle commence avec des images montrant King se jetant sur l'officier Powell, puis l'intégralité du tabassage, le menottage, et la fin de l'arrestation. Des extraits montrant la brutalité des policiers et leur acharnement sont repris par les chaînes de télévision du monde entier, provoquant indignation et colère.

### Premier procès des policiers
En mars 1992, commence à Simi Valley le procès de quatre des policiers impliqués devant une cour de l'État de Californie : le sergent Koon (qui commandait), les agents Powell et Wind (auteurs de coups de bâton), et l'agent Briseno (auteur d'un violent coup de pied). Ils sont accusés d'« usage excessif de la force » (« use of excessive force »). La défense ayant récusé les Afro-Américains, le jury est composé de dix Blancs, un Asiatique et un Latino. La vidéo de George Holliday est versée au dossier et est examinée image par image par des experts.
Le 29 avril, après sept jours de délibérations du jury, les quatre accusés sont acquittés.

### Émeutes
Le 29 avril 1992 à Los Angeles, moins de deux heures après que le jury a acquitté les quatre agents de police poursuivis, des émeutes débutent à Los Angeles. Elles durent six jours, bien que les événements les plus importants aient lieu entre le soir du verdict et le troisième jour. Finalement, on dénombre entre 50 et 60 morts et des dommages matériels s'élevant entre 800 millions et un milliard de dollars. On recense aussi plus de 3 600 départs de feu, détruisant 1 100 bâtiments. Après un déploiement important de la police et de la garde nationale, 4 000 personnes sont arrêtées, dont 36 % d'Afro-Américains, 52 % d'Hispaniques (Américains originaires d'Amérique latine) et 10 % d'Américains d'origine européenne non-hispanique.
Au troisième jour des émeutes, Rodney King lance un appel maladroit au calme. Face aux caméras de télévision, il semble terriblement mal à l'aise et cherche ses mots :

« Est-ce qu'on ne peut pas tous s'entendre ? Est-ce que ... est-ce que ... est-ce qu'on ne peut pas s'entendre ? [...] Je veux dire, il y a déjà assez de smog à Los Angeles, ce n'est pas la peine d'en rajouter en allumant des incendies et des choses comme ça.  C'est mal. C'est mal. Ça ne sert à rien du tout. »

Ses propos, jugés dérisoires face au déchaînement de violence, seront longtemps moqués pour leur naïveté. Ils seront aussi loués pour leur sagesse, à un moment où il lui aurait été facile de verser de l'huile sur le feu.
Des violences ont aussi lieu à Seattle, Oakland, San Francisco, Las Vegas et San Diego pour la côte ouest, New York, Philadelphie et Atlanta pour la côte est, sans toutefois atteindre la gravité des émeutes de Los Angeles.
Le chef de la police de Los Angeles Daryl Gates est contraint à la démission. D'importantes réformes sont menées dans les années suivantes au sein des forces de police, à Los Angeles et ailleurs aux États-Unis.

### Procès fédéral des policiers
En 1993, les policiers sont rejugés par un tribunal fédéral présidé par John Davies, avec un jury comprenant deux Noirs. Le procès commence le 25 février. Le 9 mars, King est appelé à témoigner et déclare qu'il « essayait seulement de rester en vie ». Le 11 avril, le jury déclare le sergent Stacey Koon et l'agent Laurence Powell coupables. Ils sont condamnés en août à 30 mois de prison. Timothy Wind et Theodore Briseno sont quant à eux acquittés.
Koon et Powell commencent à purger leur peine en octobre 1993 et sont remis en liberté en décembre 1995.
La vidéo du tabassage est un exemple de « sousveillance » concernant les pratiques policières. Plusieurs organisations de « copwatch » (littéralement « surveillance de flics ») ont été mises en place aux États-Unis à la suite de l'affaire King.

### Vie après l'affaire

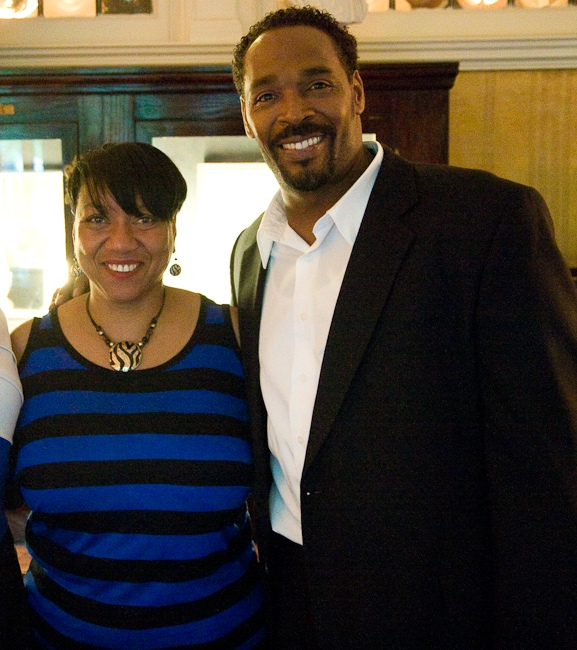
Rodney King et sa fiancée Cinthia Kelley en 2012.

Au terme d'un procès civil, la ville de Los Angeles est condamnée à verser à Rodney King 3,8 millions de dollars. Avec cet argent, il s'achète une maison, offre une maison à sa mère et fonde un label de musique rap, Alta-Pazz Recording Company, sans grand succès.
En raison de sa notoriété, il lui est difficile de trouver un travail. Il est arrêté plusieurs fois pour des délits liés à la consommation de drogues et d'alcool, pour violences et pour délits routiers. En 2008, il participe à l'émission de télé-réalité Celebrity Rehab. Le 3 mars 2011, soit vingt ans jour pour jour après les événements qui l'ont fait connaître, il est contrôlé au volant de sa voiture pour infraction routière,.
Quelques mois avant sa mort, il réapparait sur le devant de la scène avec la sortie d'une autobiographie, The Riot Within.

### Mort
Le 17 juin 2012, Rodney King est retrouvé inconscient au fond de sa piscine, à Rialto, près de Los Angeles. Il est déclaré mort à 6 h 11 le même jour. L'autopsie conclut à une noyade accidentelle sous l'influence d'alcool, de marijuana et de phéncyclidine. Ces drogues provoquent toutes une somnolence et divers troubles (humeur, coordination, etc.). Seul dans son jardin, il est probable qu'il soit tombé dans sa piscine. Selon le rapport d'autopsie, sa petite amie, ne sachant pas nager, a appelé les secours à 5 h 26. Ils sont intervenus trois minutes plus tard, en vain.
Le chef de la police de Los Angeles Charlie Beck lui rend hommage en ces termes : « Il faut se souvenir de [Rodney King] non pas pour les épreuves et les démons de sa vie privée, mais pour les changements immensément positifs que son existence a apportés à cette ville et à ses forces de police. »